# Андреја II Топија
Андреја II Топија (алб. Andrea Topia II; умро после 1479) био је владар Скурије (области између Драча и данашње Тиране) у 15. веку. Припадао је породици Топија. 

## Биографија
Андреја је био нећак Карла Топије. Након битке на Саурском пољу 1385. године Албанија је била под јаким утицајем Османлија. Већи део данашње Албаније ушао је у састав санџака Албанија. Андреја се прикључио устанку против турске власти 1432. године. На лажну вест о Муратовој смрти избио је устанак у Албанији. Ратовање у Албанији трајало је три године. Три пута турска војска је поражена, али је српски деспот Ђурађ Бранковић сваки пут слао помоћне одреде. Устанак је угушен 1436. године од стране скопског намесника Исака. Андреја је успео да порази један одред турске војске у овом устанку. Његова победа навела је друге магнате у Албанији, посебно Голема Ђорђа Аријанита, да се побуне против Турака. Андреја се 1444. године прикључио Љешкој лиги. Савез албанских племића основан је 2. марта 1444. године од стране: Леке Захарије (господара Дања и Сатија), његових вазала Павла и Николе Дукађинија, Петра Спанија (господара Дришта), Леке Душманија (господара Малог Пулта), Ђорђа Стреза Балшића и његове браће Јована Стреза Балшића и Гојка Балшића (господара Мизије, између Кроје и Алезија), Андреа Топије (господара области између Драча и Тиране), његовог нећака Тануша Топије, Ђорђа Аријанита Комнина, Теодора Короне Мусашија и Стефана Црнојевића (господара Горње Зете). Према Јовану Музакију, Андреја је након пада Скадра пао у турско заробљеништво (1479). Година његове смрти није позната.